# Luj XIII., kralj Francuske
Luj XIII. (27. rujna 1601. – 14. svibnja 1643.), kralj Francuske i Navare 1610. – 1643.
Iznenadna smrt kralja Henrika IV. u atentatu 1610. godine postavila je na francusko prijestolje njegovog sina Luja XIII. koji je tada imao samo devet godina. Državno regenstvo u toj situaciji preuzima njegova majka Marija de Medici koja će kasnije odbijati predati vlast punoljetnom sinu.
Formalno po tadašnjem zakonu Luj XIII. postaje punoljetan u svojoj trinaestoj godini, ali realnu vlast on će preuzeti tek 1617. godine. Kako mu majka niti tada nije dopuštala samostalno upravljanje dolazi do njihove žestoke svađe što rezultira njenim protjerivanjem u zabačenu provinciju iz koje će ona dignut dvije neuspješne oružane bune protiv sina.
Tako javno ukazana nesloga unutar dinastije je ohrabrila hugenote da podignu bunu koja je ugušena 1621. godine tek kraljevim izlaskom na bojno polje. U tako dugoročno nestabilnoj situaciji Luj XIII. se odlučuje 1624. godine na postavljanje kardinala Richeliea na mjesto prvog ministra. Tom odlukom do tada neodređena vanjska politika Francuske dobiva konture koje se neće mijenjati do kraja života ovog kralja.
U Njemačkoj toga doba traje tridesetogodišnji građanski rat između protestanata okupljenih oko Švedske i katolika okupljenih oko Austrije. Francuska kao katolička sila ostaje formalno neutralna, ali financijski potpomaže protestante s ciljem smanjivanja moći Habsburga. U odlučujućim trenucima koje Richeleu i Luj XIII. proglase posebno važnim, Francuska skida tu prikrivenu neutralnost i objavljuje rat katoličkim silama. Taj trenutak se ukazuje 1635. godine kada su protestanti u Njemačkoj potučeni i spremni potpisati bilo kakav mir samo da rat prestane. Od tada do kraja vladavine Luja XIII. Francuska se nalazi u ratu sa Španjolskom i Austrijom.
Povećanje poreza radi financiranja rata dovodi do neorganiziranih buna 1636. - 1639. koje su lako skršene.
Povijesna ostavština ovog kralja je naređenje iz dvadesetih godina sedamnaestog stoljeća da svi dvorci, utvrde i slične tvorevine unutar Francuske moraju srušiti svoje obrambene zidine. Tom provedenom naredbom plemići su izgubili i najmanju šansu za uspjeh budućih pobuna pošto je samo kralj od sada imao upravu nad svim utvrdama unutar države. Rezultat te promjene postaje kraljev apsolutizam koji se ostvaruje u punom svjetlu tijekom vladavine njegova sina Luja XIV.
Luj XIII. koji je cijelog života bio slabog zdravlja umire od tuberkuloze nekoliko mjeseci poslije kardinala Richelea 16. svibnja 1643. Poslije Henrija III svi Francuski kraljevi nose i titulu kralja Navarre.
| Prethodnik: | Kralj Francuske | Nasljednik: |
| Henrik IV.  | Kralj Francuske | Luj XIV.    |

## Poveznice
- Popis francuskih vladara